# Gustavo García
|  | Per a altres significats, vegeu «Gustavo García Eugenio». |

Gustavo García (Milà, 1 de febrer de 1837 - Londres, 12 de juny de 1925) fou un cantant italià. Fou deixeble del seu pare Manuel Vicente García i debutà al teatre de La Scala de la seva ciutat natal, amb el Don Sebastiano, de Donizetti el 1862. Després actuà a diversos teatres d'Itàlia, més tard passà al Regne Unit, on va acabar per fixar la seva residència a Londres, on fundà una escola de cant i on va néixer el seu fill Alberto que també seria cantant d'òpera. També fou professor del Reial Col·legi de Música de Londres i de la Gildhall School. Va publicar una obra titulada The actor's Art, de la qual es van publicar nombroses edicions.